# Stanisław Wykrętowicz
Stanisław Wykrętowicz (ur. 3 maja 1926 w Choczu, zm. 30 października 2022) – polski politolog i prawnik, prof. dr hab. nauk humanistycznych.

## Życiorys
W 1951 ukończył studia ekonomiczne, w 1952 studia prawnicze na Uniwersytecie Poznańskim. W latach 1950–1956 pracował w Akademii Wychowania Fizycznego w Poznaniu, od 1951 jako asystent w Zakładzie Ekonomii. W latach 1957–1968 był zatrudniony w Katedrze Ekonomii Politechniki Poznańskiej. 27 czerwca 1967 otrzymał stopień doktora habilitowanego. Od 1968 pracował na Uniwersytecie im. Adama Mickiewicza w Poznaniu, w nowo utworzonym Instytucie Nauk Politycznych, w larach 1972-1976 był dyrektorem tej jednostki. Od 1977 współpracował z Wydziałem Turystyki i Rekreacji Akademii Wychowania Fizycznego w Poznaniu. W 1991 przeszedł na UAM na emeryturę. W latach 1992–1999 pracował w dalszym ciągu w poznańskiej AWF, tam był zatrudniony w Katedrze Ekonomiki i Organizacji Turystyki. 1 grudnia 1992 uzyskał tytuł profesora nauk prawnych. Przez kolejne 25 lat był związany z Wyższą Szkołą Bankową w Poznaniu, tam kierował Katedrą Samorządu
Był członkiem Komitetu Nauk Historycznych PAN, a w latach 1972-1976 i 1984-1986 Komitetu Nauk Politycznych PAN.
Należał do Poznańskiego Towarzystwa Przyjaciół Nauk